# Floresta de Zika
A floresta de Zika ou de Zica é uma floresta tropical situada nas proximidades de Entebbe, em Uganda.

## Localização
A floresta cobre uma superfície de aproximadamente 25 hectares ao lado do pantano de Waiya Bay, na entrada do  lago Victoria. Facilmente acesível e combinando vários ecossistemas,  a floresta tem uma rica biodiversidade em plantas e mariposas, além de abrigar cerca de 40 tipos de mosquitos no insectarium, sendo portanto uma área favorável ao estudo desses insetos. Trata-se de uma área protegida, destina apenas a pesquisas. A extensão da zona de pesquisa da floresta é de aproximadamente 12 ha. A floresta é também acessível aos observadores de pássaros.

## Estudos de mosquitos
As pesquisas de mosquitos transmissores da febre Zika começaram em 1946, no contexto de um estudo sobre a febre amarela no   Instituto de Pesquisa sobre a Febre Amarela (em 1950, renomeado Instituto de Pesquisa de Vírus da África Oriental  e,  em 1977, Uganda Virus Research Institute), sediado em Entebbe, Uganda, em 1936, pela Fundação Rockefeller.
Em 1947, o vírus Zika (ZIKV) foi isolado a partir de amostras sorológicas de um macaco rhesus da floresta de Zika. Em 1960, uma torre de aço de 36,6 m foi deslocada para as  proximidades da floresta de Zika para estudar a distribuição vertical dos mosquitos, permitindo assim um estudo global da população de mosquitos em 1964. Naquele mesmo ano, o ZIKV foi descrito por  A. J. Haddow et al., a partir de uma coleta de mosquitos.
Há aproximadamene quarenta anos que  não há coleta de mosquitos e as atividades humanas já invadem a floresta. Uma coleta de mosquitos foi realizada entre 2009 e 2010.

## Toponímia
Zika significa 'invadido', na língua  luganda.